# ホナタン・トロ
ホナタン・ホスエ・ルビオ・トロ（Jonathan Josué Rubio Toro 、1996年10月21日 - ）は、ホンジュラス・サン・ペドロ・スーラ出身のプロサッカー選手。ペトロ・デ・ルアンダ所属。ホンジュラス代表。ポジションは、ミッドフィールダー（ウイング、攻撃的ミッドフィールダー）。

## クラブ歴
ホンジュラスのサン・ペドロ・スーラに生まれ、バルセロナを拠点とするFundación Marcetから、2014年に設立されたスイスのFCシオンのユースチームに所属した。2015年1月22日、ジル・ヴィセンテFCに入団し、6月にトップチームに昇格を果たした。
2015年8月8日、1-1で引き分けたホームのCDマフラ戦で、シメオン・ヌワンコとの交代出場でプロデビューを果たした。2017年1月28日、セグンダ・ディビシオンBのアランディーナCFに6月までローン移籍に出された。
帰国後の2017年10月28日、SLベンフィカB戦でプロ初得点を挙げ、ホームで4-0と勝利した。最終的に37試合に出場し、3得点を挙げたものの、チームは降格した。
2018年7月9日、ラ・リーガのSDウエスカと契約を結んだが、8月10日、ヴァルジンSCにローン移籍した。翌年1月30日に呼び戻されたが、翌日、アカデミカ・コインブラにローン移籍した。